# Lago Tiriara
El Lago Tiriara (en inglés: Tiriara Lake) es un lago en el sur de la isla de Mangaia parte de las Islas Cook, un territorio asociado a Nueva Zelanda. Es el lago más grande de agua dulce en las Islas Cook.
El lago se encuentra en riesgo debido a la mala gestión y los procesos agrícolas en la zona.